# Bulbophyllum attenuatum
Bulbophyllum attenuatum är en orkidéart som beskrevs av Robert Allen Rolfe. Bulbophyllum attenuatum ingår i släktet Bulbophyllum och familjen orkidéer. Inga underarter finns listade i Catalogue of Life.